# Піньйос
Піньйо́с (грец. Πηνειός) або Пеней, у минулому — Саламбрія (грец. Σαλαβριάς) — найбільша річка у Фессалії і третя за довжиною в Греції, її довжина — 205 км, площа басейну 10 700 км² (вказуються також 257 км та 10 850 км²).

## Опис
Впадає в затоку Термаїкос Егейського моря між горами Олімп та Оса.
Темпейська долина пробита річкою між цими горами перед її впаданням у море. Скілак проводив цією річкою кордон Еллади
Територія басейну в нижній течії характеризується середземноморським кліматом, який при віддаленні від моря стає більш континентальним. Середня витрата води у гирлі 81 м³/с, значно змінюється протягом року

## У культурі
Давньогрецький міф свідчить, що Геракл пробив гірський прохід між скелями, де утворилася річка Пеней. За іншим міфом — під час затоплення Фессалії розливом Пенея, Посейдон ударом тризубця відкрив Темпейську долину, щоб дати вихід річці.
Піньйос згадується у творах античних авторів. Так, у Овідія в «Метаморфозах» згадано гай Темпи, через який протікає бурхливий потік річки Пеней, що стікає з гори Пінд. Красу долини також оспівував Катулл.